# Laura Ramsey

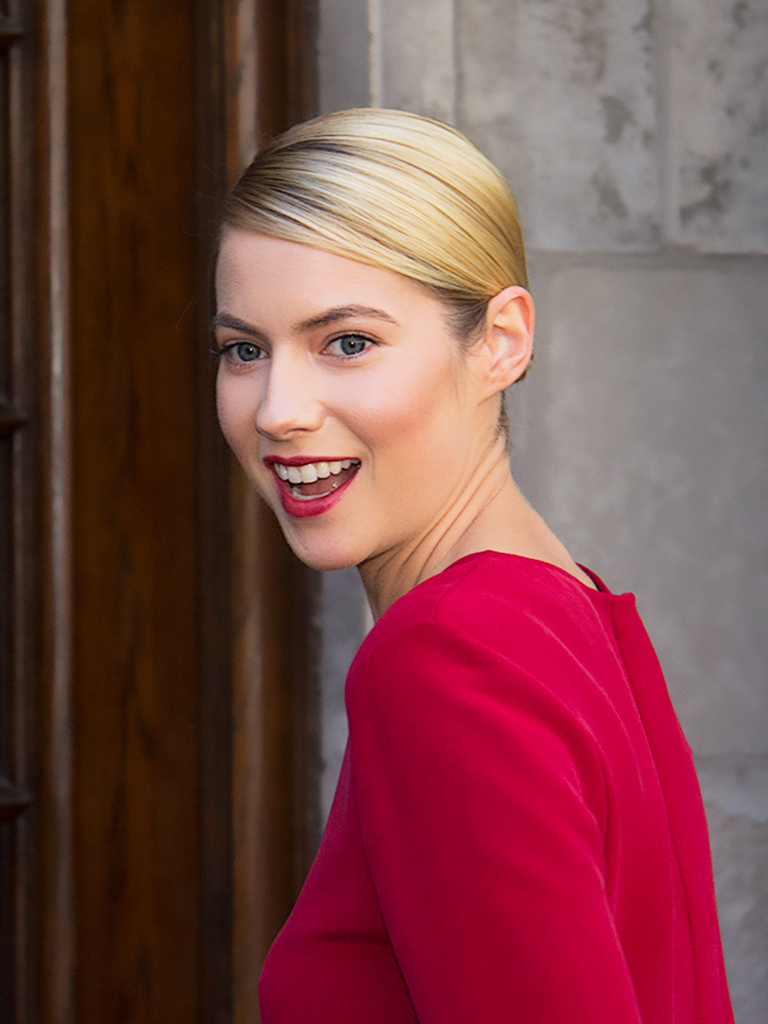
Laura Ramsey at the 2013 Toronto International Film Festival.

Laura Ramsey (Brandon, Wisconsin, Estados Unidos, 14 de novembro de 1982) é uma atriz mundialmente conhecida por seu trabalho na série The Days e em As Ruínas.

## Carreira
Laura Ramsey foi descoberta enquanto trabalhava em um restaurante no Sunset Boulevard e fez um teste no dia seguinte, por um papel que ela ganhou -  The Real Cancun , um documentário que gira em torno das verdadeiras façanhas de vários jovens americanos no México.

## Filmografia
- The Real Cancun (TV) - (2003)
- The Days (série de TV - 2004)
- Cruel World (2005)
- Os Reis de Dogtown (2005)
- Inside Out (2005)
- Venom (2005).... Rachel
- Ela é o Cara (2006).... Olivia
- O Pacto (2006).... Sarah
- Whatever Lola Wants (2007)
- Quebrando o Silêncio: Expor o Pacto (2007) - (Documentário)
- As Ruínas (2008).... Stacy
- Street (2008)
- Middle Men (2009)
- Hirokin (2012)
- Amor a primera Visa (2013)
- Você Está Aqui (2013)
- Hindsight (série deTV - 2015)... Becca (protagonista)